# Liolaemus millcayac
Espèce
Statut de conservation UICN

 LC  : Préoccupation mineure
Liolaemus millcayac est une espèce de sauriens de la famille des Liolaemidae.

## Répartition
Cette espèce est endémique de province de Mendoza en Argentine.

## Étymologie
Cette espèce est nommée en l'honneur des amérindiens Huarpes Millcayac.

## Publication originale
- Abdala & Juárez-Heredia, 2013 : Taxonomía y filogenia de un grupo de lagartos amenzados: el grupo de Liolaemus anomalus (Iguania:Liolaemidae). Cuadernos de Herpetología, vol. 27, no 2 (texte intégral).